# Містечко (КНР)
Конституція Китайської Народної Республіки класифікує містечка як адміністративні одиниці третього рівня разом із, наприклад, волостями (спрощ.: 乡; піньїнь: xiāng). Волость, як правило, менша за населенням, ніж містечко.
Подібно до адміністративних одиниць вищого рівня, межі містечка зазвичай охоплюють міське ядро (з населенням близько 10 000 осіб), а також сільську місцевість із кількома селами (村; cūn, або 庄; zhuāng).

## Представлення мапи
На типовій провінційній мапі містечко буде зображено лише як коло з центром у його міській зоні та позначено його назвою, тоді як більш детальна (наприклад, карта одного повітового рівня) додатково показуватиме кордони, що розділяють повіт або місто-повіт на містечка (镇) та/або волості (乡) і підрайонні (街道) одиниці.
Містечко, в якому розташована повітова влада (це, як правило, головна урбанізована територія повіту), часто не вказують на менш детальних картах, оскільки його розташування зазвичай позначене назвою повітового підрозділу, а не власною назвою. Наприклад, уряд повіту Туншань розташований у містечку Тун'ян (通羊镇; Tōngyáng zhèn), але на картах його зазвичай позначають пунсоном із позначкою «Повіт Туншань» (通山县) або просто «Туншань» (通山). Дорожні знаки також зазвичай показують відстань до «Tongshan», а не «Tongyang».
Більш детальні мапи — наприклад, мапи окремих міст-префектур в атласах провінцій — позначатимуть розташування повіту як назвою округу (наприклад, 通山县; Tōngshān xiàn), так і додатково меншим шрифтом назвою селища (наприклад, 通羊镇; Tōngyáng zhèn).

## Використаннячженьна Тайвані
На відміну від КНР, в прийнятому в РК офіційному перекладі обидва ієрогліфи «鄉» (сян) і «鎮» (чжень) перекладаються як «містечка», де чжень означає урбанізоване містечко, а сян — селище.